# Van-’t-Hoff-Faktor
In der Physikalischen Chemie bezeichnet der dimensionslose Van-’t-Hoff-Faktor i das Verhältnis, das die Summe der Stoffmengen eines gelösten Stoffs (Soluts) in einer wässrigen Lösung mit der Stoffmenge des ursprünglich zugegebenen Ausgangsstoffs bildet.
Der Faktor ist damit ein Maß dafür, in welchem Umfang der gelöste Stoff dissoziiert und – falls er zumindest teilweise dissoziiert – in wie viele Teilchen er sich bei der Dissoziation aufteilt. Die Bezeichnung geht auf Jacobus Henricus van ’t Hoff zurück, den ersten Träger des Nobelpreises für Chemie.

## Bedeutung
Der Van-’t-Hoff-Faktor spielt vor allem bei kolligativen Prozessen eine wichtige Rolle, da es hier auf die absolute Anzahl und nicht auf die Art der Teilchen ankommt. Zum Beispiel ist der osmotische Druck einer Kochsalzlösung annähernd doppelt so hoch wie der einer Zuckerlösung mit gleicher Stoffmengenkonzentration (vgl. Beispiele).

## Berechnung
Es gilt:
{\displaystyle i={\frac {\Sigma n_{\mathrm {geloest} }}{n_{0}}}}
{\displaystyle \Leftrightarrow \Sigma n_{\mathrm {geloest} }=i\cdot n_{0}}
- Der dissoziierte Anteil {\displaystyle \alpha \cdot n_{0}} der ursprünglichen Stoffmenge ({\displaystyle \alpha } ist der Dissoziationsgrad; {\displaystyle 0\leq \alpha \leq 1}) teilt sich beim in-Lösung-Gehen evtl. jeweils in mehrere Teilchen auf; dies wird durch folgenden Faktor berücksichtigt:

{\displaystyle q={\frac {\Sigma n_{\mathrm {geloest} }}{n_{0}}}} (unter der Annahme vollständiger Dissoziation, d. h. {\displaystyle \alpha =1}).
Anders ausgedrückt gibt der Faktor q an, in wie viele Mole sich 1 Mol des Ausgangsstoffes bei vollständiger Dissoziation aufteilen würde ({\displaystyle q\geq 1}). Durch die teilweise Dissoziation bilden sich in der Lösung
{\displaystyle n_{\mathrm {diss} }=q\cdot (\alpha \cdot n_{0})} Teilchen.
- Auch der nicht dissoziierte Anteil der ursprünglichen Stoffmenge in der Lösung wird mitgezählt ({\displaystyle 1-\alpha } ist der Assoziationsgrad):

{\displaystyle n_{\mathrm {ass} }=(1-\alpha )\cdot n_{0}.}
Damit gilt:
{\displaystyle {\begin{aligned}\Rightarrow \Sigma n_{\mathrm {geloest} }&=n_{\mathrm {diss} }+n_{\mathrm {ass} }\\\Leftrightarrow i&=q\cdot \alpha +(1-\alpha )\end{aligned}}}
{\displaystyle \Leftrightarrow i=1+\alpha (q-1).}

## Beispiele
Als Beispiel hat Glucose einen Van-’t-Hoff-Faktor von 1, denn sie ist undissoziiert in Wasser löslich:
{\displaystyle {\begin{aligned}\alpha _{\mathrm {Glucose} }&=0\\\Rightarrow i_{\mathrm {Glucose} }&=1.\end{aligned}}}
Demgegenüber ist der Van-’t-Hoff-Faktor von Natriumchlorid gleich 2, denn ein Mol NaCl dissoziiert praktisch vollständig in je ein Mol Na+ und Cl−:
{\displaystyle {\begin{aligned}n_{\mathrm {Na^{+}} }=n_{\mathrm {Cl^{-}} }=1\;\mathrm {mol} \Rightarrow q_{\mathrm {NaCl} }&=2\\\alpha _{\mathrm {NaCl} }&=1\\\Rightarrow i_{\mathrm {NaCl} }&=2.\end{aligned}}}
Stoffe wie schwache Elektrolyte, die nur teilweise dissoziieren, haben je nach Dissoziationsgleichgewicht einen gebrochenen Van-’t-Hoff-Faktor.